# ولدان
محله ولدان، محله ای در اصفهان است که در منطقه ۲ شهرداری اصفهان قرار دارد. ولدان از شمال به رهنان و محله سودان، از جنوب به جاوان بالا و برزان و خیابان صمدیه لباف و از شرق به خیابان امام خمینی، از غرب هم به محله لادان و محله جنیران متصل است.
جمعیت این محله (بلوک آماری) در سال ۱۴۰۱، ۱۱۰۰۴ نفر با تراکم ۷۶ نفر در هر کیلومتر مربع بوده است.

## تاریخچه و وجه تسمیه
ولدان دهی بوده جزو دهستان ماربین شهرستان اصفهان و منطقه‌ای کوچک و دشتی پر از درختان گل و پرورشگاه گل رُز. این قسمت در شمال اصفهان گوشه باریکی از آن تا نزدیکی کارخانهٔ روغن نباتی نازنین راه اصفهان ـ تهران می‌رسد. امروزه این قسمت نیز وارد محدوده شهرنشینی اصفهان گردیده است و به تدریج تمامی آثار کهن در آن از بین رفته است.
از لحاظ واژه‌شناسی در زبان پهلوی حرف «ر» و «ل» یک علامت دارد. ولذا در زبان پهلوی «ولدان» و «وردان» هردو یک کلمه وحاکی از یک معنی است. «ورد» به معنای گل اصلأ یک لغت فارسی است و از زبان فارسی به عربی رفته است؛ و «وردان» یک صورت صحیح جمع کلمه پهلوی است. به معنی محل پرورش گل وگلها. به این ترتیب این نام را بردهی نهادند که صحرای دلکش آن پرورش دهنده گل بود. همچنین کلمه وردان معادل ولدان معادل «گلان» هم جمع است و هم نسبت؛ بنابراین ولدان یعنی سرخ گلان آتشین و به این ترتیب از نام آن پیدا است که این دیه هم کهن هست وهم زیبا ومتناسب با محصول آن.